# Tehnike obdelave suhega lesa na bonsajih
Tehnike mrtvega lesa bonsajev so metode v japonski umetnosti bonsajev (vzgojitev miniaturnih dreves v posodah), ki ustvarjajo, oblikujejo in ohranjajo mrtev les na živem bonsajskem drevesu. Okrepijo iluzijo starosti in podobo strogosti, ki označuje uspešen bonsaj.

## Smiselnost izdelave suhega lesa
Tehnike izdelave suhega lesa uporabljamo zaradi estetskih in praktičnih razlogov. Praktično, veliko izkopanih starih primerkov dreves iz narave ima mnogo suhega lesa. Suhi les se lahko pojavi tudi na vzgajanih drevesih zaradi različnih razlogov, vključno z odmrtjem veje, napadom škodljivcev ali zaradi bolezni. Bonsajist lahko suhi les popolnoma ali pa delno odstrani, posledica je, da drevo izgleda bolj staro. Če želimo suhi les obdržati ga moramo kemično zaščititi, da ga ohranimo in s pomočjo vremenskih razmer in časa dobimo želeno barvo lesa. Sčasoma je potrebno les obdelati, da ohranimo estetski videz bonsaja. 
Suhi les je lahko tudi estetska izbira bonsajista. V razvoju bonsaja, kjer še ni bila opravljena tehnika izdelave suhega lesa se lahko odločimo za nekaj elementov izdelave suhega lesa da izboljšamo navidezno starost drevesa , da skrijemo napake (na primer preširoke veje ali veje, ki so na napačnih mestih) ali pa da prekrijemo deblo, po tem ko smo zmanjšali višino drevesa, ki je bilo preveliko. Uporaba tehnike izdelave suhega lesa v dizajn drevesa je pogosto potrebna pri velikemu številu bonsajev.
Običajno, tehnika obdelave suhega lesa vej se aplicira na iglavcih. Listavcem po navadi suhe veje odpadejo, rana, ki nastane pa se zaraste in pokrije, medtem ko pri iglavcih pogosto suha veja ostane na drevesu, ki sčasoma postane preperela. Večina tehnik suhega lesa je uporabna tako na listavcih kot na iglavcih, medtem ko je tehnika, kjer je večina debla suhega uporabna samo za iglavce.

## Tehnike

### Jin
Džin (神, jin) je ena izmed tehnik obdelave suhega lesa na vejah bonsajev. Za džin se šteje tudi, če je vrh drevesa suh. Džin naj bi kazal na starost in borbo drevesa z naravnimi pojavi. V naravi džini nastanejo na primer zaradi močnega vetra, udarov strele in podobnih podnebnih dejavnikov, ki vplivajo na to, da se posuši vrh ali nekatere veje na drevesu. Pri tehniki džin je potrebno, da odstranimo vse lubje od začetka pa do želene točke na veji oz. vrhu drevesa. Ostanek lesa se posuši in tako nastane džin.
Izdelava džina iz vrha drevesa lahko ustvari videz manjšega, bolj kompaktnega bonsaja v enem koraku. Menjava proporcev lahko vidno izboljša iluzijo starosti pri bonsaju. Če odstranimo rastoči vrh lahko drevo preusmeri moč rasti na nižje veje, posledica je hitrejša rast spodnjih vej in povečanje debeline debla, kar pripomore k starejšemu videzu. Jin na vrhu drevesa lahko pripomore tudi k estetski rešitvi za drevo, ki ima dva vrha, neestetski videz, ki ga lahko bonsajist popravi s tem, da enega izmed vrhov spremeni v jin.
Ko uporabljamo džin na vejah, nam ta tehnika pomaga, če želimo določene nezaželene veje spremeniti v džin in s tem povečati star videz drevesa. Ostanek džina je lahko dolg, z zanimivo obliko, katero dosežemo z žico in upogibanjem. Lahko pa je tudi kratek, kot na primer, ko se suha veja odlomi, in ostane štrcelj ob deblu.

### Uro
Medtem ko, džin deluje naravno na iglavcih, ne moremo enako trditi za listavce in listopadne vrste dreves. Na listavcih mrtve veje običajno zgnijejo in odpadejo iz drevesa. Na tem mestu ostane majhna vdolbina, skorja na robovih pa ustvari kalus in s tem manjšo luknjo na mestu kjer je nekoč bila veja. Bonsaj mojstri naredijo repliko take luknje, ki jo imenujejo uro tako, da naredijo manjšo nepravilno oblikovano rano v deblu. Na primer, ko odstranjujemo veje iz listavcev, lahko naredimo uro, da preprečimo nastanek grde rane ob rezu, ki se za povrh še počasi celi.

### Šari
Šari je suhi les, ki poteka po glavnem deblu drevesa. Majhen šari običajno poteka vertikalno na sprednji strani debla, oziroma v bližini; – šari, ki poteka na zadnji strani debla nima takšne estetske vrednosti, ker je le redko viden in je zakrit z vejami. Šari je plitka rana, ki prikazuje neživi del debla, kateri je obkrožen z živo skorjo. V naravi nastanek šarija lahko povzroči odlomljena veja, ki lahko ob odlomu ustvari poškodbe na glavnem deblu, udar strele oziroma drugega zunanjega dejavnika, ki poškoduje deblo. Šari lahko nastane naravno na bonsaju, lahko pa ga umetno naredimo z odstranitvijo določenega dela skorje na deblu.

### Sabamiki
Sabamiki pomeni votlo deblo ali razklano deblo. Daje vizualni efekt udara strele ali drugih hudih poškodb na deblu, ki so nastale skozi čas pod vplivom vremenskih in drugih pogojev. Sabamiki naredimo tako, da odstranimo skorjo in nato z rezkanjem lesa napravimo globoko rano. Izdolbeno območje se lahko začne in konča na deblu, lahko pa se začne s široko odprtino na dnu debla in se zaključi proti vrhu. Rana na deblu ne sme prekiniti pretok hranilnih snovi, v nasprotnem primeru lahko določene veje odmrejo.

### Tanuki
Pri tanuki bonsaju je živo drevo spojeno z zanimivim kosom mrtvega lesa, da se ustvari kompozit v slogu naplavljenega lesa. Mrtvi les ima običajno obliko preperelega drevesnega debla ali vsaj njegovega spodnjega dela. Da mrtvemu lesu dodamo živi material, vanj najprej izdolbemo utor ali kanal. Živo drevo (običajno mlad brin, zaradi moči, prožnosti in zmožnosti prenašanja surovega oblikovanja) je pritrjeno znotraj kanala z uporabo nereaktivnih žebljev ali vijakov, žičnih ovojev ali sponk. Sčasoma mlado drevo zraste v kanal mrtvega lesa, ki prikrije dejstvo, da je ločena entiteta. Ko je trdno nameščeno, se žeblji, vijaki ali drugi pritrdilni elementi odstranijo, živo drevo pa se obdela in oblikuje s tipičnimi bonsajskimi tehnikami.
Pravi bonsaji v slogu naplavljenega lesa običajno niso vzgojeni iz običajnih izvornih materialov za bonsaje, ampak so primerki, vzeti iz narave, in so cenjeni, a zelo redki. Postopek tanuki omogoča ustvarjanje izdelka v slogu naplavljenega lesa iz veliko bolj običajnih materialov. Ali se ta izdelek lahko šteje za tradicionalni bonsaj, je odprto vprašanje, kot nakazuje japonsko ime za to tehniko. V japonski folklori so tanuki (狸, alternativno タヌキ) prevaranti, ki spreminjajo obliko, ki jih je navdihnil japonski rakunasti pes. Tanuki bonsaji so na Zahodu včasih znani pod izrazom Phoenix Grafts in mnogi pridelovalci bonsajev zunaj Japonske menijo, da je tanuki sprejemljiva tehnika bonsajev. Toda ta tehnika trenutno ni sprejet del japonske bonsajske tradicije in tanuki ne bi bil prikazan na uradni japonski bonsajski razstavi.